# 小行星2461
小行星2461（2461 Clavel）是一颗绕太阳运转的小行星，为主小行星带小行星。该小行星于1981年3月5日发现。
該小行星以百歲人瑞古斯塔文·克萊維爾（Gustavine Clavel）命名。

## 轨道参数
小行星2461的轨道半长轴为3.1892696 UA，离心率为0.158。